# Mene
Menelà một chi cá còn tồn tại trong họ Menidae thuộc bộ cá vược, loài duy nhất còn tồn tại của chi này hiện nay là Mene maculata (cá bánh lái) ở vùng Ấn Độ-Thái Bình Dương Hóa thạch của chúng có từ thời Cenozoic. Chi này có các loài sống trong phạm vi 20 hải lý.